# OpenAI
，中国大陆也译为开放人工智能研究中心，是一個美国人工智能研究實驗室，由非營利組織OpenAI Inc，和其營利組織子公司OpenAI LP所組成。OpenAI進行AI研究的目的是促進和发展友好的人工智能，使人类整体受益。OpenAI系統運行在微軟基於Azure的超級計算平台上。
該組織於2015年由萨姆·奥尔特曼、里德·霍夫曼、傑西卡·利文斯頓、伊隆·马斯克、伊爾亞·蘇茨克維、沃伊切赫·薩倫巴、彼得·泰爾等人在旧金山成立，他們共同認捐了10億美元。微軟在2019年向OpenAI LP提供了10億美元的投資，並在2023年1月向其提供了第二筆多年投資，據報導為100億美元，用於獨家授權使用GPT-4，這將為微軟自己copilot服務提供支持。

## 历史

### 2015–2018年：作为非营利机构起步
2015年底，萨姆·阿爾特曼、格雷格·布洛克曼、里德·霍夫曼、杰西卡·利文斯顿、彼得·蒂尔、伊隆·马斯克、亚马逊云计算（AWS）、印孚瑟斯和YC Research宣布成立OpenAI，并承诺向这个项目投入超过10亿美元。该组织表示将通过向公众开放其专利和研究，并与其他机构和研究者“自由合作”。OpenAI的总部设于旧金山教会区的先锋大厦。
据《连线》杂志报道，布洛克曼会见了深度学习“创始人”之一的约书亚·本希奥，并列出了该领域的“最佳研究者”名单。在2015年12月，布洛克曼成功聘请了其中的九位作为首批员工。2016年，OpenAI支付了公司级别、超过非营利组织级别的薪水，但并未支付与Facebook或谷歌相当的AI研究者薪水。
微软的Peter Lee表示，顶级AI研究者的成本超过了顶级NFL四分卫新秀的成本。OpenAI的潜力和使命吸引了这些研究者来到这个公司；一位谷歌员工表示，他愿意离开谷歌去OpenAI，“部分原因是因为那里有一群非常强大的人，而更大程度上，是因为它的使命。”布洛克曼表示，"我能想象到的最好的事情就是以安全的方式推动人类更接近真正的AI。"OpenAI联合创始人沃伊切赫·扎伦巴表示，他拒绝了"近乎疯狂"的报价，这些报价是他市场价值的两到三倍，而他选择加入OpenAI。
2016年，OpenAI宣称将制造“通用”机器人，希望能够预防人工智能的灾难性影响，推动人工智能发挥积极作用。4月，OpenAI发布了“OpenAI Gym”的公共测试版，这是其强化学习研究平台。 12月，OpenAI发布了“Universe”，这是一个软件平台，用于测量和训练AI在全球游戏、网站和其他应用中的通用智能。
2017年，OpenAI僅在雲計算上就花費了$790萬美元，佔其職能支出的四分之一。相比之下，Google DeepMind2017年的總支出為$4.42億美元。2018年夏天，僅僅訓練OpenAI的Dota 2機器人就需要從谷歌租用128,000個CPU和256個GPU，持续数周。
2018年2月，馬斯克辭去了董事會席位，理由是與他作為特斯拉首席執行官的角色存在“潛在的未來（利益）衝突”因为特斯拉為自動駕駛汽車開發人工智能，萨姆·阿爾特曼聲稱馬斯克認為OpenAI已經落後於谷歌等其他公司，馬斯克提議自己接管OpenAI，但董事會拒絕了。馬斯克隨後將離開OpenAI，但聲稱仍然是捐贈者，但在他離開後沒有進行任何捐贈。

### 2019年：向营利性公司转型
2019年3月1日成立OpenAI LP子公司，目的為營利所用。
該公司隨後向其員工分配股權並與微軟合作，宣布向該公司投資10億美元。2019年7月22日微軟投資OpenAI $10億美元，雙方將攜手合作替Azure雲端平台服務開發人工智慧技術。OpenAI還宣布打算對其技術進行商業許可。OpenAI計劃“在五年內，而且可能更快”花費這10億美元。萨姆·阿爾特曼表示，即使是10億美元也可能不夠，實驗室最終可能需要“比任何非營利組織籌集到的資金都多的資金”來實現通用人工智慧。

### 2020年至今：ChatGPT、Sora、DALL-E以及与微軟的合作伙伴关系
2020年6月11日宣布了GPT-3語言模型，微軟於2020年9月22日取得獨家授權。
2021年，OpenAI推出了DALL-E，這是一種深度學習模型，可以從自然語言描述中生成數字圖像
2022年11月30日，OpenAI发布了一个名为ChatGPT的自然语言生成式模型，它以对话方式进行交互。在研究预览期间，用户注册并登陆后可免费使用ChatGPT。。根據OpenAI的說法，預覽版在前五天內收到了超過一百萬的註冊。據路透社2022年12月援引的匿名消息來源稱，OpenAI 預計2023年收入為$2億美元，2024年收入為$10億美元。但是该项目对一些包括中国大陆、香港在内的地区暂不可用。
2023年3月2日，OpenAI发布了官方ChatGPT API，并允许第三方开发者利用该API将ChatGPT集成到他们的网站、产品和服务中。
2023年3月3日，霍夫曼辭去了他的董事會席位，理由是希望避免他在OpenAI的董事會席位與他通過格雷洛克合伙公司（Greylock Partners）對AI技術公司的投資之間的利益衝突，以及他作為OpenAI的聯合創始人的角色AI技術初創公司Inflection AI。霍夫曼仍然是OpenAI的主要投資者微軟的董事會成員。
2023年3月14日，OpenAI發布了GPT-4，既作為API（帶有waiting list）又作為ChatGPT Plus的一項功能。
2024年2月15日，OpenAI发布了Sora，称该模型能够生成长达一分钟的视频。  同时，OpenAI也承认了该技术的一些缺点，包括在模拟复杂物理现象方面的困难。
2024年4月1日，OpenAI表示将许可用户在无注册的前提下直接使用ChatGPT。
2024年5月13日，OpenAI发布了新模型GPT-4o，GPT-4o可以处理文字、语音、图像，“o”代表“omni”，即全能的意思。
2024年6月25日，OpenAI表示自7月9日起，将停止对中国开发者提供API接口服务。
2024年11月，OpenAI收購了歷史悠久的域名Chat.com，並將Chat.com重定向至ChatGPT。
2024年12月5日，OpenAI启动了“12 Days of OpenAI”活动，推出了多个重要更新，包括对ChatGPT和o1模型的重大改进。
2024年12月6日，扩展了强化学习微调研究计划，允许开发者和研究人员针对特定任务进行模型微调。
2024年12月9日，发布了Sora Turbo，一个先进的视频生成模型，允许用户生成文本到视频和视频到视频的内容。
2024年12月10日，Canvas交互式工作区正式上线，集成到GPT-4o中，用户可以运行Python代码并管理项目。
2024年12月11日，Apple将ChatGPT集成到iOS 18.2中，增强了Siri和写作工具的功能。
2024年12月12日，发布会当天，OpenAI宣布了“圣诞老人模式”，用户可以通过新的声音功能与ChatGPT进行互动，同时推出了屏幕共享功能。
2024年12月13日，引入“项目”工具，帮助用户组织对话，并允许用户将聊天分组和添加上下文。
2024年12月16日，扩展了ChatGPT的搜索功能，使所有用户都能访问网络浏览。
2024年12月17日，举办“迷你开发者日”，专注于开发者更新和API支持。
2024年12月18日，ChatGPT通过电话和WhatsApp提供服务，用户可以免费拨打1-800-ChatGPT进行咨询。
2024年12月19日，推出新的MacOS桌面应用程序，并与多种应用程序集成。
2024年12月20日，宣布推出o3和o3-mini模型，进一步提升推理能力。
2025年1月23日，Altman 宣布免費版 ChatGPT 獲得 o3-mini 模型。

## 公司构成
主要员工：

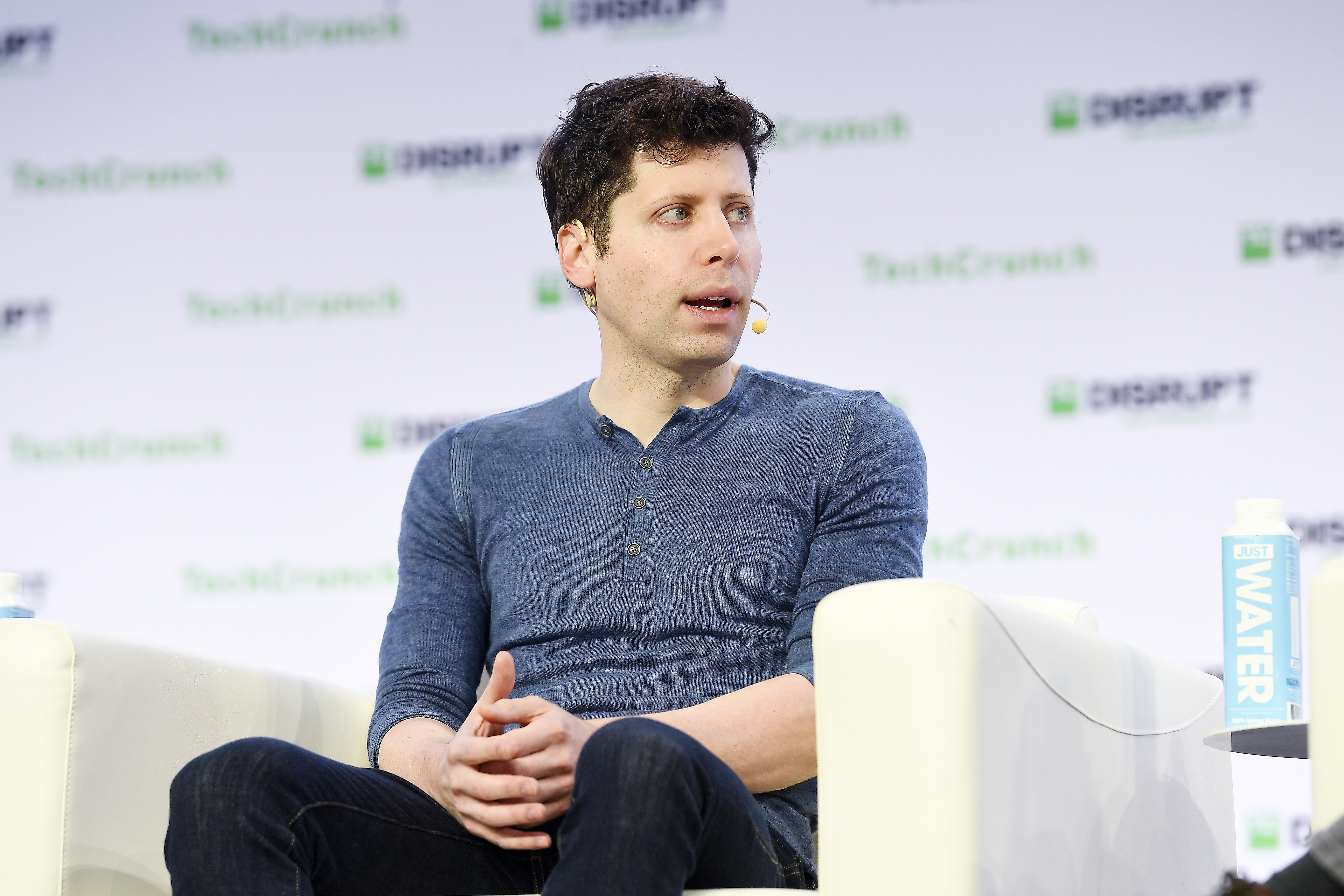
OpenAI联合创始人：萨姆·阿爾特曼（Sam Altman）

- 首席執行長兼联合创始人：[73]萨姆·阿爾特曼[74]，创业加速器Y Combinator前总裁
- 总裁兼联合创始人：[75]格雷格·布羅克曼，前首席技術長，Stripe的第三位员工
- 首席科学家兼联合创始人：伊爾亞·蘇茨克維，前谷歌机器学习专家
- 首席技术官：[75]米拉·穆拉蒂，曾在Leap Motion和特斯拉公司工作
- 首席營運長：[75]布拉德·萊特卡普（Brad Lightcap），曾在Y Combinator和摩根大通工作

OpenAI非營利組織董事會：
- 布雷特·泰勒（Bret Taylor，董事长）前云端企业Salesforce共同执行长
- 劳伦斯·萨默斯，前美国财政部长
- 亞當·安捷羅，Quora执行官暨原董事会成员

個人投資者：
- 里德·霍夫曼，LinkedIn联合创始人[76]
- 彼得·提爾，PayPal联合创始人[76]
- 傑西卡·利文斯頓，Y Combinator創始合夥人

企業投資者：
- 微軟[77]
- 科斯拉風險投資公司（英语：Khosla Ventures）[78]
- 印孚瑟斯[79]

## 事件

#### 阿爾特曼和布罗克曼短暂离职及董事会变局
2023年11月17日，OpenAI发布声明，宣布公司首席执行官萨姆·阿爾特曼将离开公司，即时生效；公司现首席技术官米拉·穆拉蒂被任命为临时首席执行官。OpenAI称，接任CEO的人选仍在确认过程中。20日，OpenAI宣布前Twitch联合创始人埃米特·薛尔将担任公司新任首席执行官。受OpenAI開除萨姆·阿爾特曼的影响，OpenAI联合创始人之一的格雷格·布罗克曼也宣布从公司离职。此外公司有多位骨干成员也相继宣布离开OpenAI。
据报道，GitHub前首席执行官奈特·弗里德曼（Nat Friedman）和Scale AI首席执行官亚历山大·王（Alexandr Wang）拒绝了董事会的OpenAI首席执行官职位的提议。
OpenAI 770名员工中的738名（包括米拉·穆拉蒂和伊尔亚·苏茨克维）签署了一封公开信，表示如果董事会不重新聘请萨姆·阿爾特曼担任首席执行官并随后辞职，他们将辞去工作并加入微软。投资者正在考虑对董事会成员采取法律行动，以应对可能出现的大规模辞职和萨姆·阿爾特曼被免职的情况。对此，OpenAI管理层向员工发送了一份内部备忘录，表示与阿爾特曼和董事会的谈判已恢复进行，并且需要一些时间。2023年11月21日，微软CTO凱文·斯科特（Kevin Scott）宣布，转入该公司的OpenAI员工将获得与在OpenAI工作时相同的薪酬。
11月22日，OpenAI通过X（前Twitter）宣布，萨姆·阿爾特曼回归重任首席执行官，并会重组新的董事会，由前云端企业Salesforce共同执行长布雷特·泰勒（Bret Taylor）担任董事长，另外成员还包括前美国财政部长勞倫斯·薩默斯（Larry Summers）和Quora执行官暨原董事会成员亞當·安捷羅（Adam D'angelo）。
2023年11月22日，有报道称阿爾特曼被OpenAI解雇可能与他涉嫌对秘密项目Q*（Qstar）的重大突破处理不当有关。据OpenAI内部消息人士透露，Q*项目旨在开发人工智能在逻辑推理和定理证明方面的能力，两名知情人士告诉路透社，在OpenAI首席执行官萨姆·阿爾特曼离职四天之前，几位工作人员研究人员给董事会写了一封信，警告说，他们认为一项强大的人工智能发现可能会威胁人类。
2023年11月29日，OpenAI创始人萨姆·阿爾特曼在备忘录中宣布，他将重新担任OpenAI首席执行官，曾临时代任首席执行官的米拉·穆拉蒂将继续担任首席技术官，微软将在公司董事会中获得一个无投票权的观察员席位。
2023年11月30日，OpenAI原董事会成员海伦·托纳（Helen Toner）在社交平台发文称，她正式辞去了OpenAI董事会的职务。

## 產品與應用
截至2021年，OpenAI 的研究重點是強化學習（RL）。OpenAI被視為Google DeepMind的重要競爭對手
API
2020年6月，OpenAI宣布了一个多用途应用程序接口（API），据称“用于访问OpenAI开发的新AI模型”，让开发人员调用它来执行“任何英语AI任务”。

### 生成式模型

#### OpenAI的原始GPT模型

原始GPT 模型

關於語言模型的生成預訓練（GPT）的原始論文由 Alec Radford 及其同事撰寫，並於2018年6月11日以預印本形式發佈在OpenAI的網站上。它展示了語言的生成模型如何能夠通過對具有長段連續文本的多樣化語料庫進行預訓練來獲取世界知識和處理遠程依賴關係。

#### GPT-2

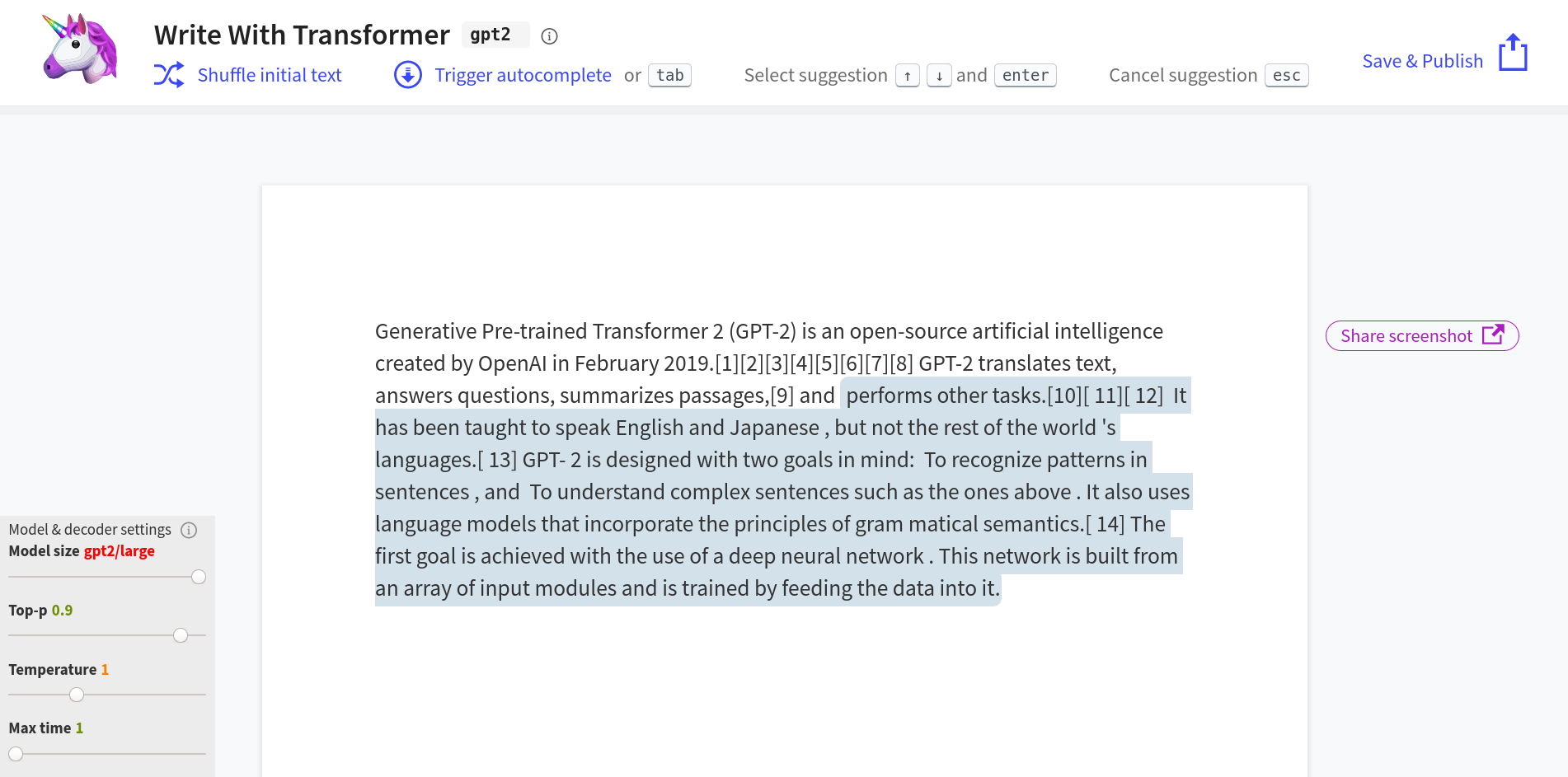
2021年2月，GPT-2根据自己的维基百科文章中的提示撰写段落的一个实例

#### GPT-4
2023年3月14日，OpenAI宣布發布Generative Pre-trained Transformer 4（GPT-4），能夠接受文本或圖像輸入。OpenAI宣布更新後的技術通過了模擬法學院律師考試，得分在應試者的前10%左右；相比之下，之前的版本GPT-3.5得分在倒數10%左右。GPT-4還可以讀取、分析或生成多達25,000個單詞的文本，並使用所有主要編程語言編寫代碼。

#### O1
O3
OpenAI o3

#### DALL-E和CLIP（图片）

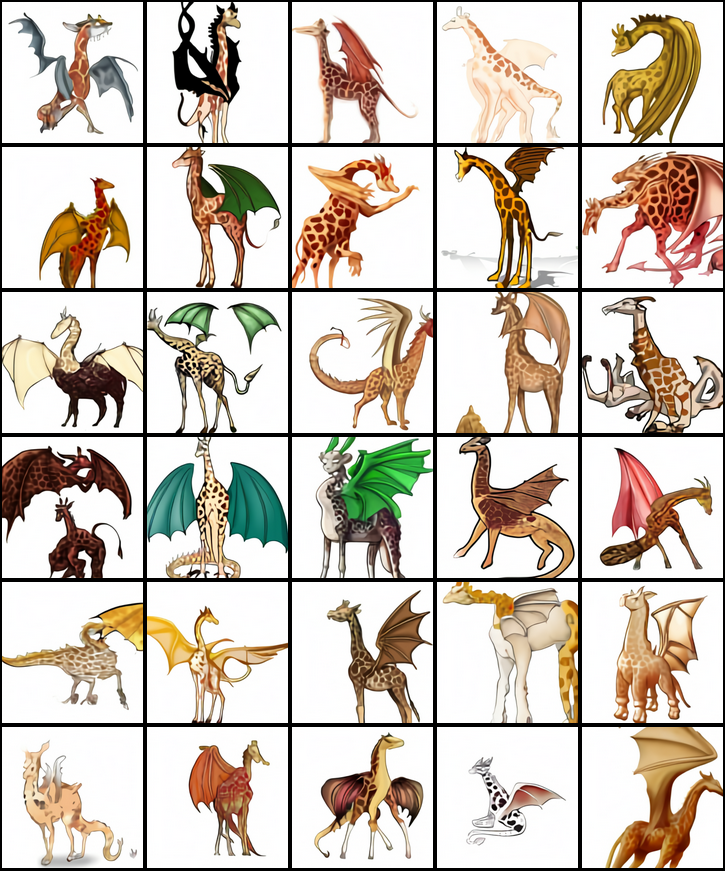
当给出文本提示“长颈鹿龙嵌合体的专业高质量插图。模仿龙的长颈鹿。由龙制成的长颈鹿。”时使用 DALL-E 1 生成的图像。（2021年）

DALL-E于2021年发布，是一种Transformer模型，可根据文本描述创建图像。
同样在2021年发布的CLIP反其道而行之：它为给定图像创建描述。DALL-E使用GPT-3的120亿参数版本来解释自然语言输入（例如“形状像五边形的绿色皮革钱包”或“悲伤的水豚的等距视图”）并生成相应的图像。它可以创建真实物体的图像（“带有蓝色草莓图像的彩色玻璃窗”）以及现实中不存在的物体（“带有豪猪纹理的立方体”）。截至2021年3月，没有可用的API或代码。

##### DALL-E 2
2022年4月，OpenAI发布了DALL-E 2，这是模型的更新版本，具有更逼真的结果。2022年12月，OpenAI在GitHub上发布了Point-E软件，这是一种用于将文本描述转换为3维模型的新基本系统。

#### ChatGPT
ChatGPT於2022年11月推出，是一種建立在GPT-3之上的人工智能工具，它提供了一個對話界面，允許用戶使用自然語言提問。然後系統會在幾秒鐘內回復一個答案。ChatGPT在發布5天后就達到了100萬用戶。

#### ChatGPT Plus
ChatGPT Plus是一項每月$20美元的訂閱服務，允許用戶在高峰時段訪問ChatGPT，提供更快的響應時間，並讓用戶提前訪問新功能。

#### ChatGPT Pro
ChatGPT Pro 是 OpenAI 于 2024 年 12 月推出的高级订阅服务，月费为 200 美元，旨在满足对更高计算能力和高级功能有需求的用户。

#### ChatGPT插件商店：AI聊天機器人的革命性升級
人工智能（AI）世界不斷發展，使聊天機器人比以往任何時候都更有能力。最近推出的ChatGPT插件商店證明了這一進步，代表了AI聊天機器人的主要遊戲規則改變者。這項突破性的創新使ChatGPT能夠訪問第三方插件，顯著增強其功能，並為開發人員和用戶等開啟了無限可能的世界。

## 基本理念
OpenAI表示，人工智能“应该是人类个体意志的延伸”，“本着自由的精神，在安全的情况下尽可能进行广泛和均匀地分布”。
聯合董事長萨姆·阿爾特曼預計這個長達數十年的項目將超越人類智能。
印孚瑟斯前首席執行官維沙爾·辛卡表示，“開放性”是他支持的基本要求，這種努力將“產生總體上符合人類更大利益的結果”，並且OpenAI“非常符合我們長期以來的價值觀”和他們“努力做有目的的工作”。

## 对潜在隐患的担忧
科学家警告称，人工智能的进步最终可能会威胁到人类。 聯合創始人马斯克在对麻省理工学院的学生发言时表示，人工智能是人类“最大的生存威胁”。 英国理论物理学家斯蒂芬·霍金告诉英国广播公司（BBC），人工智能可能会“以越来越快的速度重新设计自己”，以超越生物进化来取代人类。 其他专家则认为，人工智能对人类构成任何威胁的风险仍然很遥远。
為了減輕人工智能的內在危險，OpenAI的創始人们將其構建為非營利組織，以便他們可以將研究重點放在對人類做出積極的長期貢獻上。

## 争议
《时代周刊》调查显示，为了建立针对有害内容（例如性虐待、暴力、种族主义、性别歧视等）的安全系统，OpenAI使用每小时收入不到2美元的肯尼亚外包劳工来标记有害内容。这些标记用于训练模型以在未来检测此类内容。

##### 对转向闭源的争议
公司因对产品如GPT-4透露特别少的技术细节而受到批评，这与其最初对开放性的承诺相违背。OpenAI为竞争和安全原因辩解了这一战略转变。OpenAI的首席科学家伊尔亚·苏茨克维在2023年称，能力逐渐增强的模型开源变得越来越危险，“我预计在未来几年内，每个人都会完全理解开源的人工智能是不明智的。”